# Judy Davis

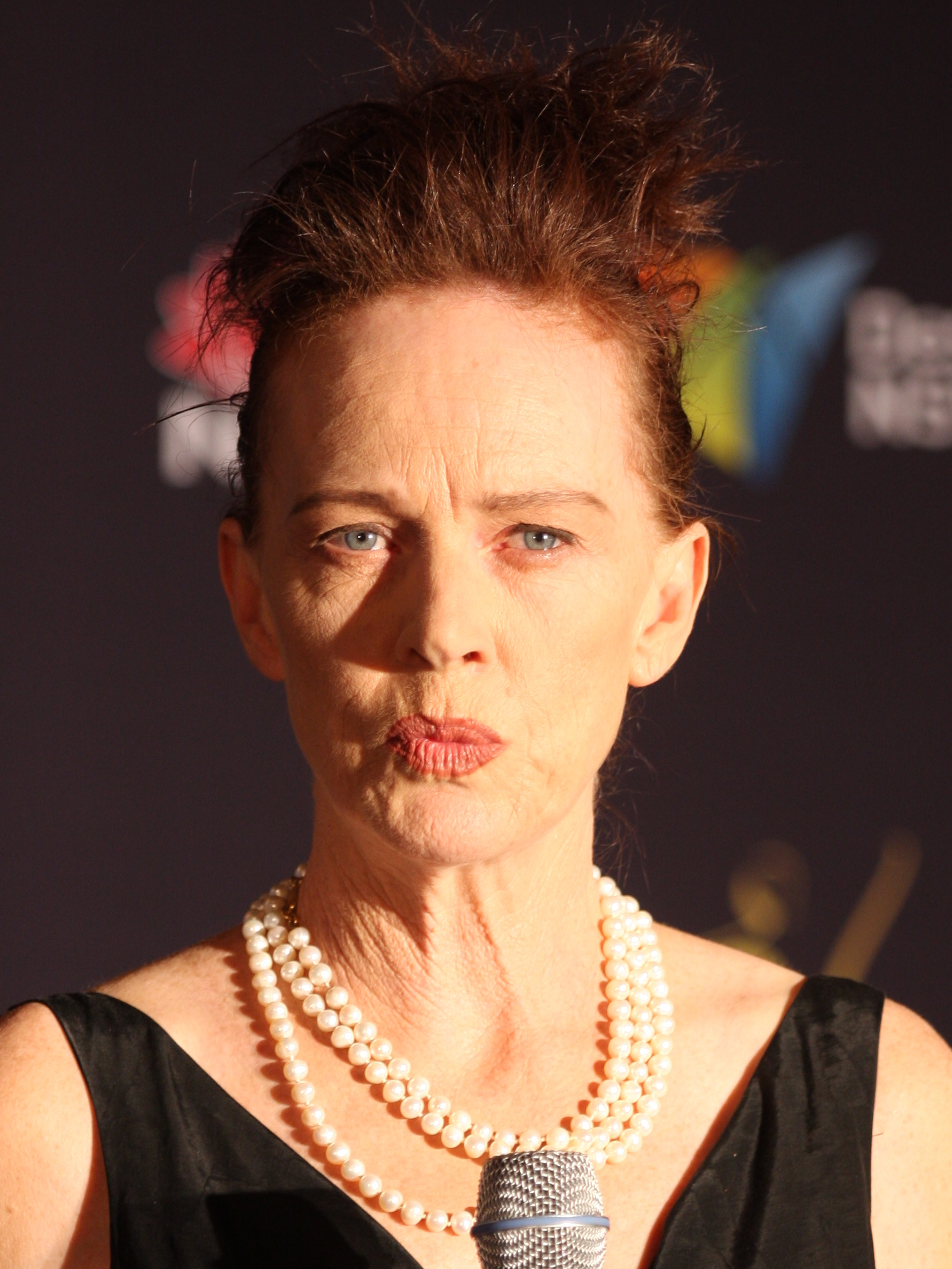
Judy Davis (31. Januar 2012 in Sydney)

Judy Davis (* 23. April 1955 in Perth, Australien) ist eine australische Schauspielerin.

## Leben
Judy Davis schloss 1977 ihre Ausbildung am National Institute of Dramatic Art in Sydney ab, wo sie gemeinsam mit Mel Gibson in einem Jahrgang studierte. Gemeinsam spielten sie in der Schauspielschule die Titelrollen in William Shakespeares Romeo und Julia. Nach ihrem Filmdebüt in Kohle, Koks & heiße Kurven (1977) wurde sie vor allem durch die Rolle der Sybylla Melvyn in Meine brillante Karriere (1979) bekannt. Mit diesem Film nahm sie am Wettbewerb der Internationalen Filmfestspiele von Cannes 1979 teil und konnte sich erstmals einer breiten internationalen Öffentlichkeit vorstellen. 1995 erhielt sie als erste Schauspielerin den Chlotrudis Award.
Davis erhielt zwei Oscar-Nominierungen, als beste Schauspielerin in Reise nach Indien (1984) und als beste Nebendarstellerin in Ehemänner und Ehefrauen (1992), sowie 32 weitere Film- und Fernsehpreise. Zuletzt wurde sie bei der Primetime-Emmy-Verleihung 2007 für die Rolle der Joan McAllister in der Fernsehserie The Starter Wife mit dem Preis für die Beste Nebendarstellerin in einer Miniserie oder einem Fernsehfilm ausgezeichnet.
Judy Davis ist seit 1984 mit dem Schauspieler Colin Friels verheiratet, mit dem sie einen Sohn und eine Tochter hat.

## Filmografie (Auswahl)
- 1977: High Rolling – Regie: Igor Auzins
- 1979: Meine brillante Karriere (My Brilliant Career)
- 1981: Der Winter unserer Träume (Winter of Our Dreams) – Regie: John Duigan
- 1981: In der Hitze des Zorns (Heatwave) – Regie: Phillip Noyce
- 1982: Golda Meir (A Woman Called Golda) (Fernsehfilm)
- 1982: Das Kommando (Who Dares Wins)
- 1984: Reise nach Indien (A Passage to India)
- 1987: High Tide – Regie: Gillian Armstrong
- 1988: Georgia – Regie: Ben Lewin
- 1990: Alice
- 1991: Verliebt in Chopin (Impromptu)
- 1991: Barton Fink
- 1991: Allein gegen den Wind (One Against the Wind) – Regie: Larry Elikann
- 1991: Naked Lunch
- 1991: Engel und Narren (Where Angels Fear to Tread)
- 1992: Simons Sehnsucht (On My Own) – Regie: Antonio Tibaldi
- 1992: Ehemänner und Ehefrauen (Husbands and Wives)
- 1994: No Panic – Gute Geiseln sind selten (The Ref – Hostile Hostages)
- 1994: Serving In Silence: The Margarethe Cammermeyer Story (Serving in Silence) – Regie: Jeff Bleckner
- 1994: New Age – Regie: Michael Tolkin
- 1996: Children of the Revolution – Regie: Peter Duncan
- 1996: Blood and Wine
- 1997: Absolute Power
- 1997: Harry außer sich (Deconstructing Harry)
- 1998: Celebrity – Schön. Reich. Berühmt. (Celebrity)
- 1999: Eiszeit – Ein Ehekrieg mit Folgen (A Cooler Climate) – Regie: Susan Seidelman
- 1999: Dash and Lilly – Regie: Kathy Bates
- 2001: Der Mann, der Gott verklagte (The Man Who Sued God)
- 2001: Life with Judy Garland: Me and My Shadows – Regie: Robert Allan Ackerman
- 2001: Gaudi Afternoon – Regie: Susan Seidelman
- 2003: Gegen den Strom – Swimming Upstream (Swimming Upstream) – Regie: Russell Mulcahy
- 2003: The Reagans – Regie: Robert Allan Ackerman (als Nancy Reagan)
- 2004: Coast to Coast
- 2006: Marie Antoinette
- 2006: Trennung mit Hindernissen (The Break-Up)
- 2007: The Starter Wife – Alles auf Anfang (The Starter Wife, Fernsehserie)
- 2011: Die Verschwörung – Verrat auf höchster Ebene (Page Eight, Fernsehfilm)
- 2012: To Rome with Love
- 2012: Dark Blood
- 2014: Die Karte meiner Träume (The Young and Prodigious T.S. Spivet)
- 2015: The Dressmaker
- 2017: Feud (Fernsehserie, acht Episoden)
- 2018: Mystery Road – Verschwunden im Outback (Mystery Road, Fernsehserie, sechs Episoden)
- 2020: Ratched (Fernsehserie)
- 2021: Nitram

## Auszeichnungen
Oscar
- 1985: Nominierung als beste Hauptdarstellerin für Reise nach Indien
- 1993: Nominierung als beste Nebendarstellerin für Ehemänner und Ehefrauen

British Academy Film Award
- 1981: Beste Nachwuchsdarstellerin für Meine brillante Karriere
- 1981: Beste Hauptdarstellerin für Meine brillante Karriere
- 1993: Nominierung als beste Hauptdarstellerin für Ehemänner und Ehefrauen

Golden Globe Award
- 1992: Beste Hauptdarstellerin – Mini-Serie oder TV-Film für Allein gegen den Wind
- 1993: Nominierung als beste Nebendarstellerin für Ehemänner und Ehefrauen
- 1996: Nominierung als beste Nebendarstellerin  – Fernsehserie, Mini-Serie oder TV-Film für Serving in Silence: The Margarethe Cammermeyer Story
- 2000: Nominierung als beste Hauptdarstellerin – Mini-Serie oder TV-Film für Dash and Lilly
- 2002: Beste Hauptdarstellerin – Mini-Serie oder TV-Film für Life with Judy Garland: Me and My Shadows
- 2004: Nominierung als beste Hauptdarstellerin – Mini-Serie oder TV-Film für The Reagans

Emmy
- 1982: Nominierung als beste Nebendarstellerin in einer Miniserie oder Fernsehfilm für Golda Meir
- 1992: Nominierung als beste Hauptdarstellerin in einer Miniserie oder Fernsehfilm für Allein gegen den Wind
- 1995: Beste Nebendarstellerin in einer Miniserie oder Fernsehfilm für Serving in Silence: The Margarethe Cammermeyer Story
- 1998: Nominierung als beste Hauptdarstellerin in einer Miniserie oder Fernsehfilm für The Echo of Thunder
- 1999: Nominierung als beste Hauptdarstellerin in einer Miniserie oder Fernsehfilm für Dash and Lilly
- 2000: Nominierung als beste Hauptdarstellerin in einer Miniserie oder Fernsehfilm für Eiszeit – Ein Ehekrieg mit Folgen
- 2001: Beste Hauptdarstellerin in einer Miniserie oder Fernsehfilm für Life with Judy Garland: Me and My Shadows
- 2005: Nominierung als beste Hauptdarstellerin in einer Miniserie oder Fernsehfilm für The Reagans
- 2006: Nominierung als beste Hauptdarstellerin in einer Miniserie oder Fernsehfilm für  A Little Thing Called Murder
- 2007: Beste Nebendarstellerin in einer Miniserie oder Fernsehfilm für The Starter Wife
- 2012: Nominierung als beste Nebendarstellerin in einer Miniserie oder Fernsehfilm für Die Verschwörung – Verrat auf höchster Ebene
- 2017: Nominierung als beste Nebendarstellerin in einer Miniserie oder Fernsehfilm für Feud

Screen Actors Guild Award
- 2000: Nominierung als beste Darstellerin in einem Fernsehfilm oder einer Miniserie für Eiszeit – Ein Ehekrieg mit Folgen
- 2002: Beste Darstellerin in einem Fernsehfilm oder einer Miniserie für Life with Judy Garland: Me and My Shadows